# (10555) Tagaharue
(10555) Tagaharue – planetoida należąca do zewnętrznej części pasa głównego asteroid okrążająca Słońce w ciągu 5 lat i 270 dni w średniej odległości 3,2 j.a. Została odkryta 16 kwietnia 1993 roku w obserwatorium w Kitami przez Kina Endate i Kazurō Watanabe. Nazwa planetoidy pochodzi od Harue Taga (ur. 1951), kuratora Chiba Municipal Planetarium. Przed nadaniem nazwy planetoida nosiła oznaczenie tymczasowe (10555) 1993 HH.